# Narwar (ort i Indien, Raisen)
Narwar är en ort i Indien.   Den ligger i distriktet Raisen och delstaten Madhya Pradesh, i den centrala delen av landet, 600 km söder om huvudstaden New Delhi. Narwar ligger 475 meter över havet.